# Schweizerische Arbeitsgemeinschaft für Archäologie des Mittelalters und der Neuzeit
Die Schweizerische Arbeitsgemeinschaft für Archäologie des Mittelalters und der Neuzeit (SAM) wurde 1974 gegründet und 1998 zu einem Verein. Sie vereinigt Fachleute der Archäologie bzw. Mittelalterarchäologie, der Kunstwissenschaft und der Geschichtswissenschaft, die sich mit materiellen Hinterlassenschaften des Mittelalters und der Neuzeit aus dem Gebiet der heutigen Schweiz und angrenzenden Räumen befassen. Die SAM fördert den Informationsaustausch zwischen öffentlichen bzw. privaten Institutionen, befreundeten Vereinigungen (DGAMN, ÖGM, SBV, Archäologie Schweiz) und den Forschenden sowie mit Nachbarwissenschaften (Archäozoologie, Archäobotanik etc.). Sie ist Ansprechpartnerin für Politikerinnen, Politiker und Behörden. Die Jahresversammlung mit Vorträgen zu aktuellen Grabungen und Forschungen findet in der Regel am letzten Wochenende im Oktober statt.

## Mitgliedschaft
Voraussetzung für die Mitgliedschaft ist eine wissenschaftliche Tätigkeit im Rahmen der archäologischen Mittelalter- und Neuzeitforschung in der Schweiz oder dem benachbarten Umland. In der Regel wird ein akademischer Abschluss verlangt. Neumitglieder müssen vorgeschlagen und von der Mitgliederversammlung aufgenommen werden. Von den Mitgliedern wird erwartet, dass sie den Verein über laufende oder projektierte wissenschaftliche Arbeiten informieren. Die SAM zählt zur Zeit (2010) rund 185 Mitglieder.

## Vorstand
Dem Vorstand gehören an (2011): Armand Baeriswyl, Rossana Cardani, Michelle Joguin Regelin, Reto Marti und Eva Roth Heege.

## Vorträge auf den Jahresversammlungen seit 2001

### 2011 (Bern)
- Andrea Schaer: Ubi aqua – ibi bene. Die aktuellen Untersuchungen im Badener Bäderquartier
- Erwin Rigert: Archäologie in Stiftsbezirk und Altstadt St. Gallen
- Marian Ramstein: Bernische Landsiedlungen
- Stephane Froidevaux: La localisation de monastère alto-médiéval de Moutier-Grandval
- Detlef Wulf: Das Landhaus von Saanen
- Lara Tremblay: A-t-on découvert de lointains ancêtres du couteau suisse sur le site verrier de Court, Pâturage de l'Envers (1699-1714)?
- Andreas Heege: Keramik aus Bäriswil. Zur Geschichte einer bedeutenden Landhafnerei im Kanton Bern
- Guido Faccani: Kirchenbauten des ersten Jahrtausends online – ein internationales Projekt
- Christoph Matt: Basels Gräberfelder – Skelette aus allen Jahrhunderten
- Köbi Obrecht: Untersuchungen an den Dämmen des Escher- und des Linthkanals im Rahmen des Projektes Linth 2000. Befunde zum Bau und Ausbau des Kanalsystems im 19. Jh.
- Petra Ohnsorg: Neues zum Zürcher Fraumünsterquartier. Topografie und Stadtentwicklung
- Isabelle Plan: Stuck der Kathedrale von St-Pierre Genf
- Felicia Schmaedecke: Neue Forschungen zum ehemaligen Augustiner-Chorherrenstift Mariazell auf dem Beerenberg bei Winterthur-Wülflingen
- Armand Baeriswyl: Entstehung und frühe Entwicklung der Stadt Bern

### 2010 (Frauenfeld)
Anlässlich der SAM-Tagung in Frauenfeld fand das zweitägige «Kolloquium zur Mittelalterarchäologie in der Schweiz – Siedlungsbefunde und Fundkomplexe der Zeit zwischen 800 und 1350» statt. Es war als Vorbereitung zu Band 7 der Reihe «Die Schweiz vom Paläolithikum bis zum Mittelalter (SPM)» der Archäologie Schweiz gedacht und wurde zusammen mit Archäologie Schweiz und mit dem Schweizerischen Burgenverein organisiert. Die Publikation der Tagungsakten ist 2011 erfolgt.
Die Jahresversammlung beschränkte sich auf den Samstag-Vormittag.
- Hannes Flück: Eine Plakataktion – ExpoArchDiss
- Patrick Nagy, Werner Wild, in Zusammenarbeit mit Stephan Landtwing, Philippe Schär: Prospektion von Burgstellen mit Airborne-gestütztem Laserscanning (LIDAR)
- Lucia Bürli, Gerhard Hotz: Der Barfüsserfriedhof – Gräber, Menschen, Schicksale im Mittelalter. Unfall, Gewalt, Arbeit und Krankheit – verheilte Verletzungen bei mittelalterlichen Skeletten

### 2009 (Genf)
- Caty Schucany, Regine Fellmann Brogli: Ein rätselhaftes Steinköpfchen aus Vindonissa (Grabung Vision Mitte, Alte Zürcherstrasse Süd 2008)
- Renata Windler: Uferverbauung und Werkplatz an der Eulach – Befunde und Funde aus dem Nahbereich des frühmittelalterlichen Winterthur
- Elisabeth Marti-Grädel: Schlemmen auf der Burg – die Tierknochenfunde von Burg Altenberg (Gmd. Füllinsdorf, Kt. Baselland)
- Lucie Steiner, Guido Faccani: Abbatiale de Payerne. Projet de mise en valeur du site et premiers travaux archéologiques
- Michelle Joguin Regelin: Aperçu du potentiel de la céramique médiévale dans le canton de Genève
- Benoît Dubosson: Pratiques funéraires du Haut Moyen Age en Valais
- Jürg Goll: Müstair, Heiligkreuzkapelle
- Marco Bernasconi, Sven Straumann: Unter dem Münsterhügel. Erste Resultate zum aktuellen Grabungsprojekt
- Marco Bernasconi: Neues zu den Sakralbauten auf dem Münsterplatz Basel
- Andreas Motschi: Pallacium imperatoris. Neue Befunde zu den Pfalzbauten auf dem Lindenhof in Zürich
- Armand Baeriswyl, Susi Ulrich-Bochsler: Bern Schönberg-Ost: die archäologische Erforschung der Stadtberner Richtstätte 'untenaus’
- Ulrike Gollnick: Zwei bauuntersuchte mittelalterliche Häuser in Steinen SZ
- Maja Widmer: Statthalterei Bender FL: ein Hausinventar von 1694 und der archäologische Nachweis

### 2008 (Zug)
- Katharina Müller: Das Frühmittelalter im Kanton Zug. Neues aus Baar
- Adriano Boschetti-Maradi, Toni Hofmann, Peter Holzer: Befestigung und Wohnbauten der Stadt Zug im 13./14. Jahrhundert
- Brigitte Moser: Das Haus St. Oswaldsgasse 10 in der Zuger Stadterweiterung von 1478
- Gabi Meier, Jonathan Frei: Neue Befunde zur Burgruine Hünenberg oder: Ritter Peter mit der eisernen Faust?
- Peter Eggenberger, Thomas Glauser: Mittelalterliche Kirchen und die Entstehung der Pfarreien im Kanton Zug
- Stephen Doswald: Fundmünzen im Kanton Zug: ein Überblick
- Eva Roth Heege: Rauchzeichen – Tonpfeifenfunde im Kanton Zug
- Christophe Gerber: Le monastère mérovingien de Grandval réapparaît en vieille ville de Moutier (Jura bernois)
- Felicia Schmaedecke: Kloster Rheinau. Bauforschung in den ehemaligen Konventbauten
- Jean Terrier: Le château de Rouelbeau
- Gabriele Graenert: Die Burg von Bossennens FR (Vivisbachbezirk): Zwischenbilanz eines Konservierungs- und Grabungsprojekts
- Jakob Obrecht: Steingerechte Aufnahmen von Natursteinmauerwerk aus der Basis von entzerrten Fotos und digitalen Scans – ein Werkstattbericht
- Dölf Wild, Petra Ohnsorg: Frühe Seespiegelschwankungen im Gebiet des mittelalterlichen Kratzquartiers in Zürich
- Gilles Bourgarel: Rue Maison de Prez-Maillardoz
- Kurt Bänteli: Eine Töpferei von ca. 1420–1490 in der äusseren Vorstadt von Schaffhausen
- Andreas Heege: Sutz-Lattrigen, Ziegelhütte. Archäologische und historische Untersuchungen zur Geschichte einer Ziegelhütte am Bielersee, Kanton Bern
- Stefanie Osimitz: Die Stiftung Ziegelei-Museum in Cham ZG

### 2007 (Romont FR)
- Michael Schmaedecke: Zur Herstellung mittelalterlicher Hohlgläser nördlich der Alpen – Bemerkungen zu einigen Forschungsproblemen
- Christophe Gerber: La production de vitrage dans la verrerie jurassienne de Court-Chaluet au début du 18ème siècle
- Christian de Reynier: Les moulins du Gor de Vauseyon à Neuchâtel
- Luisa Galioto: Die mittelalterliche Stadtmauer von Payerne. Einzelheiten zu einem «Anbau» und zu Holzfunden
- Christoph Reding: Aarburg – von der Burg zur Festung. Ergebnisse der Bauuntersuchung 2005–2007
- Valentin Homberger: Unter Asche und Sand begraben – die mittelalterliche Wüstung Alt-Weesen SG
- Frank Löbbecke: Der Chor in der Vierung – Bauarchäologische Untersuchungen in der romanischen Vierung des Freiburger Münsters
- Jonathan Frey: Die Wandverputzstücke und Wandmalereien aus Seeberg BE
- Fabian Link, Simon Kramis: Identifizierungsversuche an einem neuzeitlichen Skelett aus Basel
- Christian Muntwyler: Menschliche Zähne in Ritzen von Blockwänden zwischen Stubentür und Pestfenster
- Antoinette Rast Eicher: Die Textilien der Königin Arnegunde: einige Resultate der neuen Untersuchungen von 2006
- Marquita und Serge Volken: Ein Paar oder ein paar Schuhe?

### 2006 (Locarno)
- Kurt Zubler, Valentin Homberger: Das Lächeln der Parabel
- Andreas Heege: Der letzte Töpferofen in Heimberg BE
- Daniel Gutscher: Bauforschung in der Burgruine Ringgenberg BE – Auf den Spuren eines Minnesängers aus der Manesse-Liederhandschrift
- Silvana Bezzola: Ricerca archeologica al castello di Serravalle 2002–2005
- Marco Molinari, Filippo Rampazzi, Rossana Cardani Vergani: Museo del territorio: un progetto innovativo
- Guido Faccani: Stadtkirche Baden: Vorkirchliche Überreste, karolingische Kirche
- Ulrike Gollnick: Die ehemalige Zisterzienserabtei Hautcrêt
- Annamaria Matter, Gabi Meier: Neue Erkenntnisse aus dem Zürcher Obergericht. Die mittelalterliche Stadtbefestigung, das ehemalige Franziskanerkloster und das neuzeitliche Aktientheater
- Andrea Nold: Die Grabung im Garten des Palais Besenval in Solothurn
- Armand Baeriswyl: Beton und Heizungskanäle: Die archäologische Begleitung der Gesamtsanierung des Parlamentsgebäudes in Bern
- François Menna: Un ouvrage défensif en bois à Champagne (VD), daté de 1307–1308
- Tanya Uldin: Frakturenhäufigkeit in frühmittelalterlichen Gräberfeldern der Schweiz
- Gerhard Hotz, Simon Kramis: Tonpfeifenraucher aus Basler Friedhöfen – Anthropologische und historische Aspekte des Tabaktrinckens
- Christoph Matt: coupe surprise
- Flavio Zappa: Le chasseur chassé – la restauration d'une piège pour loup et d'un complexe rural dans la commune de Bignasco (Valmaggia)

### 2005 (Zürich)
- Andreas Motschi: Archäologische Untersuchung der Lindenhofstützmauer
- Fabien Küng: Der Zürcher Lindenhof – Neues zur nachrömischen Zeit
- Dölf Wild: Das Kloster der Zisterzienserinnen in Selnau
- M. Letizia Heyer-Boscardin: Forschungen auf dem Krak des Chevaliers (Syrien)
- Robert Fellner: Develier-Courtételle, Fundverteilung und räumliche Analyse
- Andreas Heege: Import-Steinzeug im Kanton Bern. Ein erster Überblick
- Christine Keller: Highlights aus Dübelstein
- Rachel Ackermann: Ein Schatzfund der Zeit um 1500 aus Neunkirch SH
- Gerhard Hotz: Basel-Project – Ein laufendes Projekt zur Sterbealtersmethodik in der Anthropologie
- Felicia Schmaedecke: Bauen im Wettstreit: Die Kirchen von Ober- und (Nieder-)Winterthur im Früh- und Hochmittelalter
- Markus Roth: Neues zum hochmittelalterlichen Rheinau
- Gilles Bourgarel: Manufacture de faïence du passage de la Cour-Robert (1758–1810)
- Gabi Meier: Baugeschichtliche Aspekte des Franziskanerklosters in Zürich
- Lorenzo Fedel: Ein Hortfund aus der Zeit des 30-Jährigen Krieges: Bressaucourt (JU)
- Kurt Bänteli: Neues von Schaffhauser Burgen
- Christoph Matt: Der Salzturm in Basel
- Sophie Stelzle-Hüglin: Der Basler Martinskirchsporn im Mittelalter
- Cécile Gonda, Emmanuelle Evéquoz: Découverte d'une ancienne verrerie du 19e siècle à Rebeuvelier (Jura)
- Susi Ulrich-Bochsler/Christine Cooper/Domenic Rüttimann: «Bürger und Hintersassen» – zwei neuzeitliche Friedhöfe Berns. Erste anthropologische Befunde
- Lotti Frascoli: Zwei Grabungen im Bereich der früh- und hochmittelalterlichen Siedlung von Otelfingen ZH – ein Arbeitsbericht

### 2004 (Thun)
- Daniel Gutscher: Mittelalterarchäologie im Kanton Bern in Zahlen und Daten
- Peter Eggenberger, Christiane Kissling: Frühgeschichtliche Gräber und die Thunerseekirchen
- Armand Baeriswyl: Thun – Stadtgeschichte und Archäologie
- André Rehazek: Tierische Speisereste aus einer Abfallgrube in Unterseen
- Jakob Obrecht: Alpine Prospektion im Oberhasli BE / 2. Etappe
- Andreas Heege: Der Burgdorfer «Schweinetopf»
- Adriano Boschetti-Maradi: Gefässkeramik des 16.–18. Jh. im Kanton Bern – Produkte und Produzenten
- Guido Faccani: Avenches, Granges-des-Dîmes. Vom römischen Tempel zur neuzeitlichen Hauptstrasse. Grabungen 2004
- Thomas Reitmaier: Schiffswracks in der Schweiz – Archäologie neuzeitlicher Lastschiffe
- Cordula M. Kessler/Sophie Wolf: Forschungen zu frühmittelalterlichen Fensterglasfunden in der Schweiz (Sion, Sous-le-Scex und Müstair, St. Johann)
- Peter-A. Schwarz: Vauban, Neuf-Brisach und das römische Argentovaria
- Carola Jäggi: Krone und Schleier-Kunst aus mittelalterlichen Frauenklöstern
- Werner Wild: Adler gegen Fuchs. Ein spannendes Frauengrab des 9. Jahrhunderts in Elsau ZH
- Annamaria Matter: Die Porzellan- und Fayencemanufakturen in Kilchberg-Schooren ZH
- Flavio Zappa: Balmen und Splüi im Aostatal – Aufnahme der Alpstafel, Stein und Betti in der Gemeinde Issime

### 2003 (Neuenburg)
- Eva Roth Heege/Toni Hofmann: Der Bohlenständerbau von 1355 in der Burg Zug
- José Diaz: «Was lange währt…» Der Schatzfund von Sursee von der Auffindung bis zur Publikation
- Peter-Andrew Schwarz: Industriearchäologisches aus Gondo (VS)
- Gerhard Hotz: «Reich oder Arm». Stressmarker und ihre Aussagekraft bezüglich sozialer Gruppen innerhalb des Gräberfeldes Schleitheim-Hebsack. Ein anthropologischer Diskurs
- Guido Faccani: Frühmittelalterliche Reliefplastik aus Avenches
- Gilles Bourgarel: Gruyères, Bourg 30
- Christoph Ph. Matt, Cornelia Alder, Liselotte Meyer: «Der Juden Garten zu Spalon» – Archäologisches und Anthropologisches zum Basler Judenfriedhof
- Eva Weber: Spitzgraben und Mörtelmischer (Lenzburg)
- Andreas Küng: Materialanalysen zum Lenzburger Mörtelmischer
- Daniel Gutscher: Der Berner Bundesplatz – Runderneuerung und trotzdem Grabungsschutzgebiet
- Lorenzo Fedel: Der spätmittelalterliche Hortfund von Pruntrut (JU)
- Ursule Babey: La vaisselle en terre de Bonfol: un produit d'exportation?
- Renata Windler: Oberwinterthur nach den Römern – Archäologische Befunde, offene Fragen
- Jakob Obrecht: Erste Etappe der alpinen Prospektion im Berner Oberland. Neuigkeiten aus der Urschweiz (OW/NW/SZ)

### 2002 (Schaffhausen)
- Carine Deslex: Courtedoux Creugenat JU, premiers résultats de la fouille
- Frank Löbbecke: Haus «Zur Stiege» und «Zur Salzscheibe», Sigismundstrasse 10–12 in Konstanz
- Ulrike Gollnick: Die Glockenjoche der Kathedrale Lausanne – Inventar und Restaurierung
- Christian de Reynier: Château ou maison forte? Le château de Miécourt JU
- Rüdiger Rothkegel: Altes Rathaus in Baar
- Christoph Ph. Matt: Grossbaustelle Stadtmauer – der Bauhütte über die Schulter geguckt
- Jakob Obrecht: Neue Erkenntnisse zu den «Seebefestigungen» vor Stansstad NW
- Dölf Wild: Zürcher Fraumünster und Stadtbefestigung
- Andreas Motschi: Zürich, frühmittelalterliche Siedlungsreste im Niederdorf und Untersuchungen in der mittelalterlichen Synagoge
- Jochen Pfrommer: Auf den Spuren jüdischer Geschichte in Konstanz: eine spätmittelalterliche Mikwe im Bereich Fischmarkt/Untere Münzgasse

### 2001 (St. Gallen)
- Martin P. Schindler: Die Kantonsarchäologie St. Gallen: gestern – heute – morgen
- Christoph Reding: Stand der Mittelalterarchäologie in den Kantonen St. Gallen und Appenzell – Ein Überblick
- Benedikt Zäch: Oberitalienische Münzen in der Ostschweiz: eine mittelalterliche Kleingeldwanderung
- Bruno Kaufmann: Krank im Kloster? Anthropologische Beobachtungen über den Gesundheitszustand der St. Galler Mönche im ersten Jahrtausend
- Ulrike Gollnick: Burgruine Gams – Archäologische Ausgrabungen und Bauanalyse
- Jakob Obrecht: Burgstelle Schönenbühl – Erste Resultate der Grabungen 2001
- Moritz Flury-Rova: Der «Alte Schwanen» in Rapperswil – zwinglianische Kanonenkugeln gegen katholische Klosterkultur
- Robert Fellner: Einige besorgniserregende Fakten zur Entwicklung der Archäologie in der Schweiz
- Hans Rudolf Sennhauser: St. Gallen, Klosterplan und Gozbertbau
- Guido Faccani: Martigny (VS) Pfarrkirche – Bauperioden des 4. und 5. Jahrhunderts
- Kurt Bänteli: Frühe Kirchen im Kanton Schaffhausen (6.–11. Jh.)
- Bruno Caduff: Erste Resultate der Ausgrabungen der frühmittelalterlichen Kirchenanlage Sogn Murezi in Tumegl/Tomils
- Frank Löbbecke: Bauarchäologische Untersuchungen in der Stiftskirche Hersfeld (Hessen)
- Armand Baeriswyl: Die Ritterordenskommende im Mittelalter, ein Bau- und Funktionstyp zwischen Kloster und Burg?
- Jacques Bujard: Découvertes récentes au prieuré de Môtiers (Val-de-Travers)
- Daniel Schmutz: Archäologische Fragen rund um die Fundmünzen aus der Kirche Steffisburg
- Christine Ochsner Keller: Die Bestattungen im Basler Münster
- Gilles Bourgarel: Belfaux, Bösingen et Villaz-St-Pierre – premiers résultats
- Christian de Reynier: Le château roman de Neuchâtel, nouvelle analyse archéologique

## Belege
1. ↑  Web-Site der ÖGM.
2. ↑  Web-Site des SBV.
3. ↑  Siedlungsbefunde und Fundkomplexe der Zeit zwischen 800 und 1350 (Memento des Originals vom 26. März 2015 im Internet Archive)  Info: Der Archivlink wurde automatisch eingesetzt und noch nicht geprüft. Bitte prüfe Original- und Archivlink gemäß Anleitung und entferne dann diesen Hinweis., abgerufen am 7. Januar 2012